# Brahivka, Busk
Brahivka (în ucraineană Брахівка) este un sat în comuna Kutî din raionul Busk, regiunea Liov, Ucraina.

## Demografie
Componența lingvistică a localității Brahivka
     Ucraineană (98,31%)
     Rusă (1,69%)
Conform recensământului din 2001, majoritatea populației localității Brahivka era vorbitoare de ucraineană (98,31%), existând în minoritate și vorbitori de rusă (1,69%).